# Boală virală
O boală virală (numită și infecție virală sau, în cazul formelor mai ușoare, viroză) apare atunci când un organism este invadat de viruși patogeni. Acești agenți infecțioși se atașează de celule susceptibile, pătrund în interiorul lor și își folosesc mecanismele celulare pentru a se replica, declanșând un proces infecțios.
Bolile virale pot varia de la forme ușoare și autolimitate până la afecțiuni severe, cu potențial letal. Simptomele depind de tipul virusului și de sistemul afectat – de exemplu, virusurile respiratorii pot provoca febră, tuse și dificultăți respiratorii, în timp ce virusurile gastrointestinale pot duce la greață, vărsături și diaree.
Printre cele mai frecvente boli virale se numără răceala comună, gripa, gastroenterita virală, COVID-19 și rabia. Prevenția este esențială și poate include vaccinarea, igiena riguroasă și evitarea contactului cu persoanele infectate.

## Caracteristici structurale

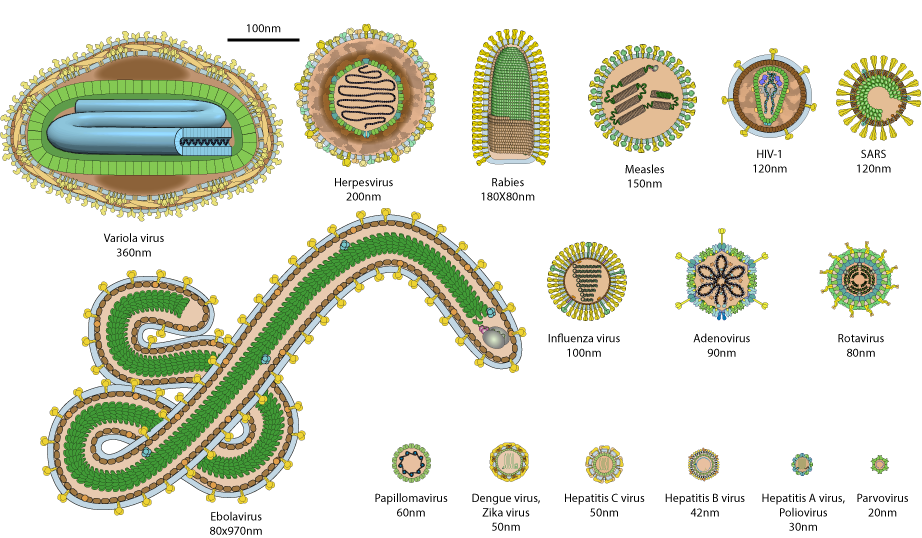
Virionii unora dintre cei mai comuni viruși umani sunt prezentați cu dimensiunile lor relative. Acizii nucleici nu sunt redați la scară. SARS se referă la SARS-CoV-1 sau COVID-19, iar virusurile variolice la virusul variolei.

Caracteristicile structurale de bază – precum tipul genomului, forma virionului și locul de replicare – sunt în general conservate între speciile de virusuri din aceeași familie.
Virusuri ADN bicatenar (dublu catenar)
- Neînvelite: Adenoviridae, Papillomaviridae⁠(d), Polyomaviridae⁠(d) – toate au capside icosaedrice.
- Învelite: Herpesviridae și Poxviridae.

Virusuri ADN parțial bicatenar
- Hepadnaviridae – aceste virusuri sunt învelite.

Virusuri ADN monocatenar care infectează oamenii
- Parvoviridae⁠(d) – aceste virusuri sunt învelite.

Virusuri ARN monocatenar cu polaritate pozitivă
- Neînvelite: Astroviridae⁠(d), Caliciviridae⁠(d), Picornaviridae⁠(d) – toate au nucleocapside icosaedrice.
- Învelite: Coronaviridae, Flaviviridae, Retroviridae, Togaviridae.

Virusuri ARN monocatenar cu polaritate negativă
- Arenaviridae⁠(d), Bunyaviridae, Filoviridae, Orthomyxoviridae⁠(d), Paramyxoviridae, Rhabdoviridae⁠(d) – toate aceste virusuri sunt învelite, având nucleocapside helicoidale.

Virusuri ARN bicatenar
- Reoviridae.

Virusul hepatitic D nu a fost încă încadrat într-o familie virală, însă este clar distinct de celelalte virusuri care infectează oamenii. Este un virus ARN defectiv care necesită antigenul virusului hepatitic B (HBsAg) pentru a putea infecta celulele, făcându-l unic printre virusurile ARN.
Virusuri umane fără asociere cu boli cunoscute
- Familia Anelloviridae⁠(d) și genul Dependovirus⁠(d) – ambele sunt virusuri ADN monocatenar neînvelite.

### Reguli pragmatice
Clasificarea virusurilor care infectează oamenii oferă reguli generale utile pentru medici, microbiologi și virologi.
Regula generală a replicării virusurilor prevede că virusurile ADN se replică în nucleu, iar virusurile ARN se replică în citoplasmă. Totuși, există câteva excepții importante: poxvirusurile (virusuri ADN) se replică în citoplasmă, datorită unui genom mare și capacității lor de a codifica propriile enzime necesare pentru transcripție și replicare, ceea ce le permite să evite utilizarea enzimelor celulare din nucleu. De asemenea, orthomyxovirusurile (precum virusul gripal), care sunt virusuri ARN, se replică în nucleu, deoarece necesită mecanismele celulare pentru procesul de „cap-snatching”, prin care „fură” capetele 5' ale ARNm celular pentru a iniția traducerea. În plus, virusul hepatitic D, un virus ARN, se replică în nucleu, însă numai în prezența virusului hepatitic B, de care depinde pentru a-și forma învelișul viral.
Virusuri cu genom segmentat: Bunyaviridae, Orthomyxoviridae⁠(d), Arenaviridae⁠(d) și Reoviridae (acronim BOAR). Aceste virusuri pot suferi rearanjări genetice (reassortment) atunci când mai multe tulpini infectează aceeași celulă, ceea ce contribuie la evoluția rapidă și emergența de noi variante, așa cum se întâmplă cu virusul gripal (Orthomyxoviridae). Toate sunt virusuri ARN.
Virusuri transmise predominant de artropode (arbovirusuri): Bunyavirus⁠(d), Flavivirus, Togavirus. Unele Reovirusuri sunt, de asemenea, transmise de vectori artropozi. Aceste virusuri sunt frecvent responsabile de febre hemoragice și encefalite (ex. virusul Dengue, Zika, febra galbenă, toate din familia Flaviviridae). Toate sunt virusuri ARN.
Singura familie de virusuri învelite asociată cu gastroenterita: Coronaviridae. Toate celelalte virusuri implicate în gastroenterită sunt neînvelite. Această distincție sugerează că virusurile neînvelite sunt mai rezistente în mediu, comparativ cu virusurile învelite, care sunt mai sensibile la condiții dure.

### Grupul Baltimore
Grupul Baltimore a definit mai multe categorii de virusuri, în funcție de tipul de material genetic și mecanismul lor de replicare. Categoriile sunt următoarele:
- I - ADN dublu-catenar (dsDNA)
- II - ADN mono-catenar (ssDNA)
- III - ARN dublu-catenar (dsRNA)
- IV - ARN monocatenar cu polaritate pozitivă (ssARN (+))
- V - ARN monocatenar cu polaritate negativă (ssARN (-))
- VI - ARN monocatenar cu revers-transcriere (ssRNA-RT)
- VII - ADN dublu-catenar cu revers-transcriere (dsDNA-RT)

| Familie             | Grup Baltimore | Specii de importanță medicală | Anvelopă virală |
| ------------------- | -------------- | --- | --------------- |
| Adenoviridae        | I              | Adenovirus (serotipuri umane) | Nu              |
| Herpesviridae       | I              | Virusul herpes simplex 1 și 2, Virusul varicelo-zosterian, Virusul Epstein-Barr, Citomegalovirus uman, Herpesvirus uman tip 8          | Da              |
| Papillomaviridae⁠(d) | I              | Papilomavirusul uman (HPV) | Nu              |
| Polyomaviridae⁠(d)   | I              | Virusul BK, Virusul JC | Nu              |
| Poxviridae          | I              | Virusul variolei (Variola major și minor)                                                                                              | Da              |
| Parvoviridae⁠(d)     | II             | Parvovirus B19 | Nu              |
| Reoviridae          | III            | Rotavirus, Orbivirus, Coltivirus (inclusiv virusul Colorado tick fever)                                                                | Nu              |
| Astroviridae⁠(d)     | IV             | Astrovirus uman | Nu              |
| Caliciviridae⁠(d)    | IV             | Norovirus | Nu              |
| Coronaviridae       | IV             | Coronavirus uman 229E, Coronavirusul uman NL63, Coronavirus uman OC43, Coronavirus uman HKU1, MERS-CoV, SARS-CoV, SARS-CoV-2           | Da              |
| Flaviviridae        | IV             | Virusul hepatitei C, Virusul febrei galbene, Virusul Denga, Virusul West Nile, Virusul encefalitei transmise prin căpușe, Virusul Zika | Da              |
| Hepeviridae⁠(d)      | IV             | Virusul hepatitei E | Nu              |
| Matonaviridae       | IV             | Virusul rubeolei | Da              |
| Picornaviridae⁠(d)   | IV             | Coxsackievirus⁠(d), Virusul hepatitei A, Poliovirus⁠(d), Rinovirus                                                                       | Nu              |
| Arenaviridae⁠(d)     | V              | Virusul Lassa | Da              |
| Bunyaviridae        | V              | Virusul febrei hemoragice Crimeea-Congo, Virusul Hantaan                                                                               | Da              |
| Filoviridae         | V              | Virusul Ebola, Virusul Marburg | Da              |
| Orthomyxoviridae⁠(d) | V              | Virusurile gripale⁠(d) | Da              |
| Paramyxoviridae     | V              | Virusul rujeolic, Virusul oreionului, Virusurile paragripale                                                                           | Da              |
| Pneumoviridae⁠(d)    | V              | Virusul sincitial respirator | Da              |
| Rhabdoviridae⁠(d)    | V              | Virusul rabic | Da              |
| Neatribuit          | V              | Virusul hepatitei D | Da              |
| Retroviridae        | VI             | HIV | Da              |
| Hepadnaviridae      | VII            | Virusul hepatitei B | Da              |

### Caracteristici clinice
Caracteristicile clinice ale virusurilor pot diferi considerabil între speciile aparținând aceleiași familii:
| Tip                                                                         | Familie          | Transmitere                                                                               | Boli | Tratament                                                                                         | Prevenire |
| --------------------------------------------------------------------------- | ---------------- | ----------------------------------------------------------------------------------------- | --- | ------------------------------------------------------------------------------------------------- | --- |
| Adenovirus                                                                  | Adenoviridae     | - Contact prin picături - Fecal-oral - Venereal - Contact direct cu ochii                 | - Gastroenterită - Cheratoconjunctivită - Faringită - Febra faringoconjunctivală | Niciunul                                                                                          | - Vaccin împotriva adenovirusului - Spălarea mâinilor - Acoperirea gurii la tuse sau strănut - Evitarea contactului apropiat cu persoanele bolnave                                      |
| Coxsackievirus                                                              | Picornaviridae   | - Fecal-oral - Contact prin picături respiratorii                                         | - Boala gură-mână-picior - Pleurodinie - meningită aseptică - Pericardită - Miocardită | Niciunul                                                                                          | - Spălarea mâinilor - Acoperirea gurii la tuse/strănut - Evitarea alimentelor/apei contaminate - Îmbunătățirea igienei sanitare                                                         |
| Cytomegalovirus                                                             | Herpesviridae    | - Transmitere verticală - Lichide corporale                                               | - Mononucleoză infecțioasă - Boala de incluziune citomegalică - Naștere prematură - Boli hepatice, pulmonare și splenice la nou-născut - Greutate mică la naștere - Microcefalie - Convulsii congenitale la nou-născut | - Ganciclovir - Cidofovir - Foscarnet                                                             | - Spălarea mâinilor - Evitarea împărțirii alimentelor și băuturilor - Sex protejat |
| Virusul Epstein–Barr                                                        | Herpesviridae    | - Salivă                                                                                  | - Mononucleoză infecțioasă - Limfom Burkitt - Limfom Hodgkin - Carcinom nazofaringian | Niciunul                                                                                          | - Evitarea contactului apropiat cu persoanele bolnave |
| Virusul hepatitei A                                                         | Picornaviridae   | - Fecal-oral - Hepatită acută                                                             | Imunoglobulină (profilaxie post-expunere) | - Vaccin antihepatic A - Evitarea alimentelor/apei contaminate - Îmbunătățirea igienei sanitare   | |
| Virusul hepatitei B                                                         | Hepadnaviridae   | - Lichide corporale (sânge, secreții genitale, salivă) - Transmitere verticală și sexuală | - Hepatită acută - Hepatită cronică - Ciroză hepatică - Carcinom hepatocelular | - Lamivudină - Imunoglobulină - Adefovir⁠(d) - Entecavir⁠(d) - Interferon alfa-2 pegylat            | - Vaccin antihepatic B - Imunoglobulină (profilaxie perinatală și post-expunere) - Evitarea utilizării în comun a acelor și seringilor - Practicarea sexului protejat                   |
| Virusul hepatitei C                                                         | Flaviviridae     | - Sânge (transfuzii, ace contaminate, expunere accidentală) - Contact sexual (mai rar)    | - Hepatită acută - Hepatită cronică - Ciroză hepatică - Carcinom hepatocelular | - Ribavirină - Interferon alfa-2 pegylat                                                          | - Evitarea utilizării în comun a acelor și seringilor - Practicarea sexului protejat |
| Virusul herpes simplex, tip 1                                               | Herpesviridae    | - Contact direct cu leziunile - Salivă (sărut, obiecte contaminate)                       | - Herpes labial („bube dulci”), poate recidiva prin latență - Gingivostomatită la copii - Amigdalită și Faringită la adulți - Cheratoconjunctivită                                                                     | - Aciclovir - Famciclovir - Foscarnet⁠(d) - Penciclovir⁠(d)                                         | - Evitarea contactului apropiat cu leziunile - Practicarea sexului protejat |
| Virusul herpes simplex, tip 2                                               | Herpesviridae    | - Contact sexual - Transmitere verticală (de la mamă la nou-născut)                       | - Vezicule cutanate și ulcere mucoase, orale și/sau genitale Poate persista în stare latentă - Meningită aseptică | - Aciclovir - Famciclovir - Foscarnet⁠(d) - Penciclovir⁠(d) - Cidofovir⁠(d)                          | - Evitarea contactului apropiat cu leziunile - Practicarea sexului protejat |
| HIV                                                                         | Retroviridae     | - Contact sexual - Sânge - Lapte matern - Transmitere verticală                           | - SIDA | HAART, inclusiv inhibitori de protează și inhibitori ai reverstranscriptazei                      | - Zidovudină (perinatal) - Testarea produselor de sânge - Sex protejat - Evitarea seringilor/acelor utilizate în comun                                                                  |
| Coronavirusul uman 229E (HCoV-229E)                                         | Coronaviridae    | - Contact prin picături respiratorii - Fomite (suprafețe contaminate)                     | - Răceală comună - Pneumonie - Bronșiolită |                                                                                                   | |
| Coronavirusul uman NL63 (HCoV-NL63)                                         | Coronaviridae    | - Contact prin picături respiratorii                                                      | - Răceală comună - Rinită - Bronșită - Bronșiolită - Pneumonie - Crup |                                                                                                   | |
| Coronavirusul uman OC43 (HCoV-OC43)                                         | Coronaviridae    |                                                                                           | - Răceală comună - Pneumonie |                                                                                                   | |
| Coronavirusul uman HKU1 (HCoV-HKU1)                                         | Coronaviridae    |                                                                                           | - Răceală comună - Pneumonie - Bronșiolită |                                                                                                   | |
| Herpesvirusul uman, tip 8                                                   | Herpesviridae    | - Salivă - Contact sexual                                                                 | - Sarcom Kaposi - Boala Castleman multicentrică - Limfom primar cu revărsat de lichid - În faza de evaluare pentru multe tratamente                                                                                    | - Evitarea contactului apropiat cu leziunile - Practicarea sexului protejat                       | |
| Papilomavirusul uman                                                        | Papillomaviridae | - Contact direct - Contact sexual - Transmitere verticală                                 | - Negi comuni, plați, plantari și negii anogenitali, papiloame laringiene, epidermodisplazie veruciformă - Malignități pentru unele specii (Cancer de col uterin, Carcinom scuamos)                                    | - Azot lichid - Vaporizare cu laser - Substanțe chimice citotoxice - Interferon - Cidofovir       | - Vaccin HPV - Evitarea contactului direct cu leziunile - Practicarea sexului protejat                                                                                                  |
| Virusul gripal                                                              | Orthomyxoviridae | - Contact prin picături respiratorii                                                      | - Gripă - Sindromul Reye | - Amantadină - Rimantadină - Zanamivir - Oseltamivir                                              | - Vaccin gripal - Amantadină - Rimantadină - Spălarea frecventă a mâinilor - Acoperirea gurii la tuse sau strănut - Evitarea contactului apropiat cu persoanele bolnave                 |
| Virusul rujeolic                                                            | Paramyxoviridae  | - Contact prin picături respiratorii                                                      | - Rujeolă - Encefalomielită postinfectioasă | Tratament simptomatic                                                                             | - Vaccin ROR (Rujeolă, Oreion, Rubeolă) - Izolarea pacienților infectați - Evitarea contactului cu persoanele bolnave                                                                   |
| Coronavirus asociat sindromului respirator din Orientul Mijlociu (MERS-CoV) | Coronaviridae    | - Contact apropiat între oameni                                                           | - Sindromul respirator din Orientul Mijlociu (MERS) |                                                                                                   | |
| Virusul oreionului                                                          | Paramyxoviridae  | - Contact prin picături respiratorii - Oreion                                             | Tratament simptomatic | - Vaccinul ROR (Rujeolă, Oreion, Rubeolă) - Evitarea contactului apropiat cu persoanele infectate | |
| Virusul parainfluenza                                                       | Paramyxoviridae  | - Contact prin picături respiratorii                                                      | - Crup - Pneumonie - Bronșiolită - Răceală comună | Tratament simptomatic                                                                             | - Spălarea frecventă a mâinilor - Acoperirea gurii și a nasului la tuse/strănut |
| Poliovirus                                                                  | Picornaviridae   | - Transmitere fecal-orală                                                                 | - Poliomielită | Tratament de susținere                                                                            | - Vaccinul antipolio - Evitarea alimentelor și apei contaminate - Îmbunătățirea condițiilor de igienă                                                                                   |
| Virusul rabiei                                                              | Rhabdoviridae    | - Mușcătură de animal - Contact prin picături respiratorii                                | - Rabie (encefalită fatală) | Profilaxie post-expunere                                                                          | - Vaccin antirabic - Evitarea animalelor rabiate |
| Virusul sincitial respirator                                                | Pneumoviridae    | - Contact prin picături respiratorii - Contact mâini-gură                                 | - Bronșiolită - Pneumonie - Sindrom asemănător gripei - Bronșiolită severă cu pneumonie | (Tratament cu ribavirină)                                                                         | - Spălarea frecventă a mâinilor - Evitarea contactului apropiat cu persoanele infectate - Palivizumab pentru persoanele cu risc crescut - Acoperirea gurii și a nasului la tuse/strănut |
| Virusul rubeolei                                                            | Togaviridae      | - Contact respirator prin picături droplet contact                                        | - Rubeola congenitală - Rubeola germană (Rubeola) | Tratament simptomatic                                                                             | - Vaccinul ROR (Rujeolă, Oreion, Rubeolă) - Evitarea contactului apropiat cu persoanele infectate                                                                                       |
| Coronavirusul sindromului respirator acut sever (SARS-CoV)                  | Coronaviridae    | - Contact prin picături respiratorii                                                      | - Sindromul respirator acut sever (SARS) |                                                                                                   | |
| Coronavirusul sindromului respirator acut sever 2 (SARS-CoV-2)              | Coronaviridae    | - Contact prin picături respiratorii                                                      | - Boala coronavirus 2019 (COVID-19) | - Molnupiravir - Nirmatrelvir/ritonavir⁠(d)                                                        | - Spălarea frecventă a mâinilor - Acoperirea gurii la tuse sau strănut - Distanțare socială                                                                                             |
| Virusul varicelo-zosterian                                                  | Herpesviridae    | - Contact prin picături respiratorii - Contact direct                                     | - Variolă - Herpes zoster - Sindromul varicelei congenitale | Variole: - Aciclovir - Famciclovir - Valaciclovir Zoster: - Aciclovir - Famciclovir               | Variole: - Vaccinul varicela - Imunoglobulină varicela-zoster - Evitarea contactului apropiat cu persoanele infectate Zoster: - Vaccin - Imunoglobulină varicela-zoster                 |